# Буа-де-Льєсс (природний парк)
Природний парк Буа-де-Льєсс (фр. Parc-nature du Bois-de-Liesse) — великий природний парк у місті Монреаль, провінція Квебек, Канада.

## Опис
Парк складається з кількох земельних ділянок, розташованих у районах Сен-Лоран, П’єрфон-Роксборо, Ахунтсік-Картьєрвіль і муніципалітетах Доллар-де-Ормо та Дорваль. Потік Бертран має гирло і протікає через цей ліс.
Його назва нагадує про підйом і узбережжя Льєсса і походження села у Франції .
Парк побудований у 1984 році і має площу 159 га. Прийомне шале — будинок Пітфілда, побудований між 1952 і 1954 роками за планами архітектурної фірми Archibald, Illsley and Templeton. Придбаний міською громадою Монреаля в 1979 році.

## Галерея

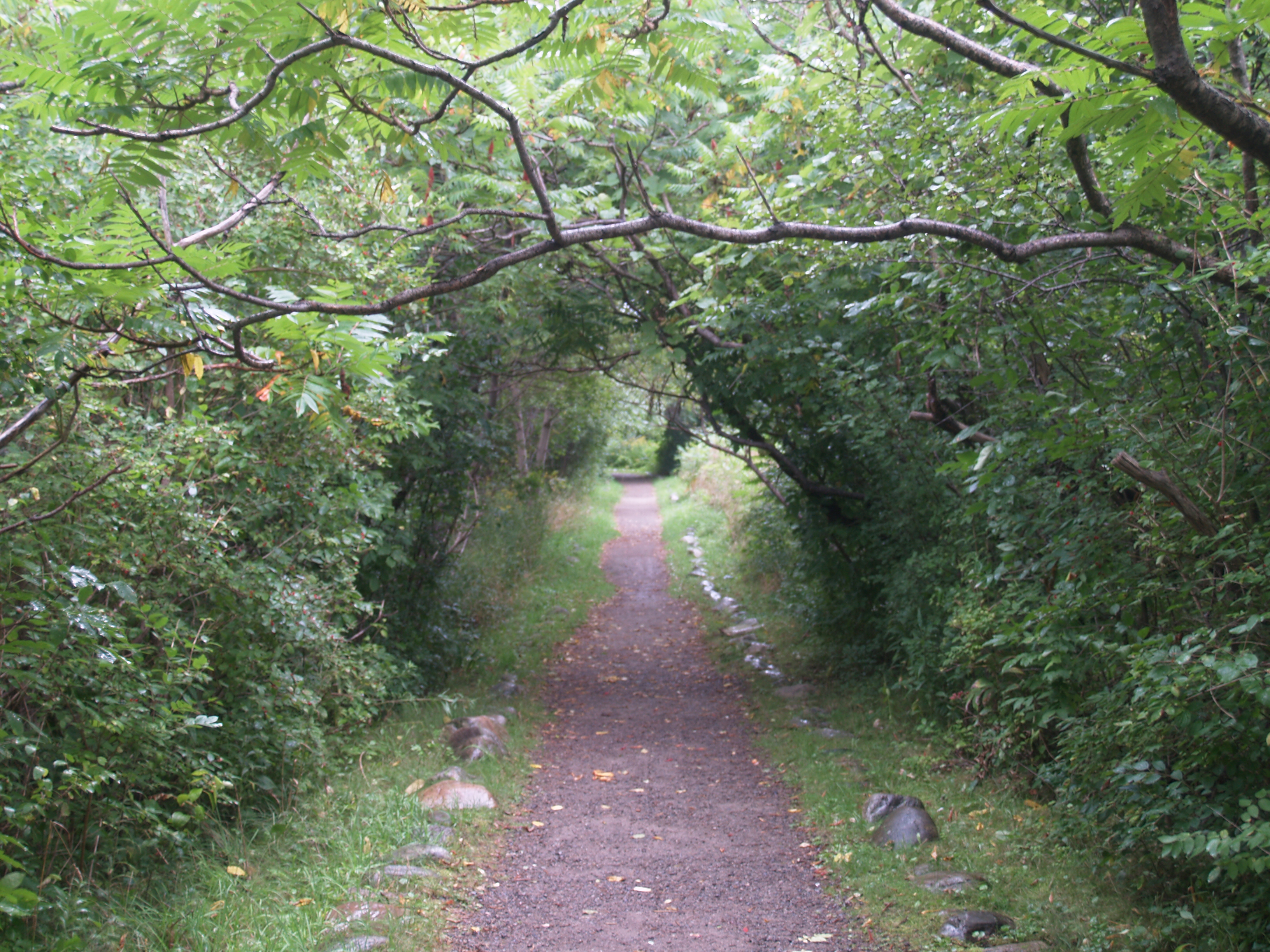
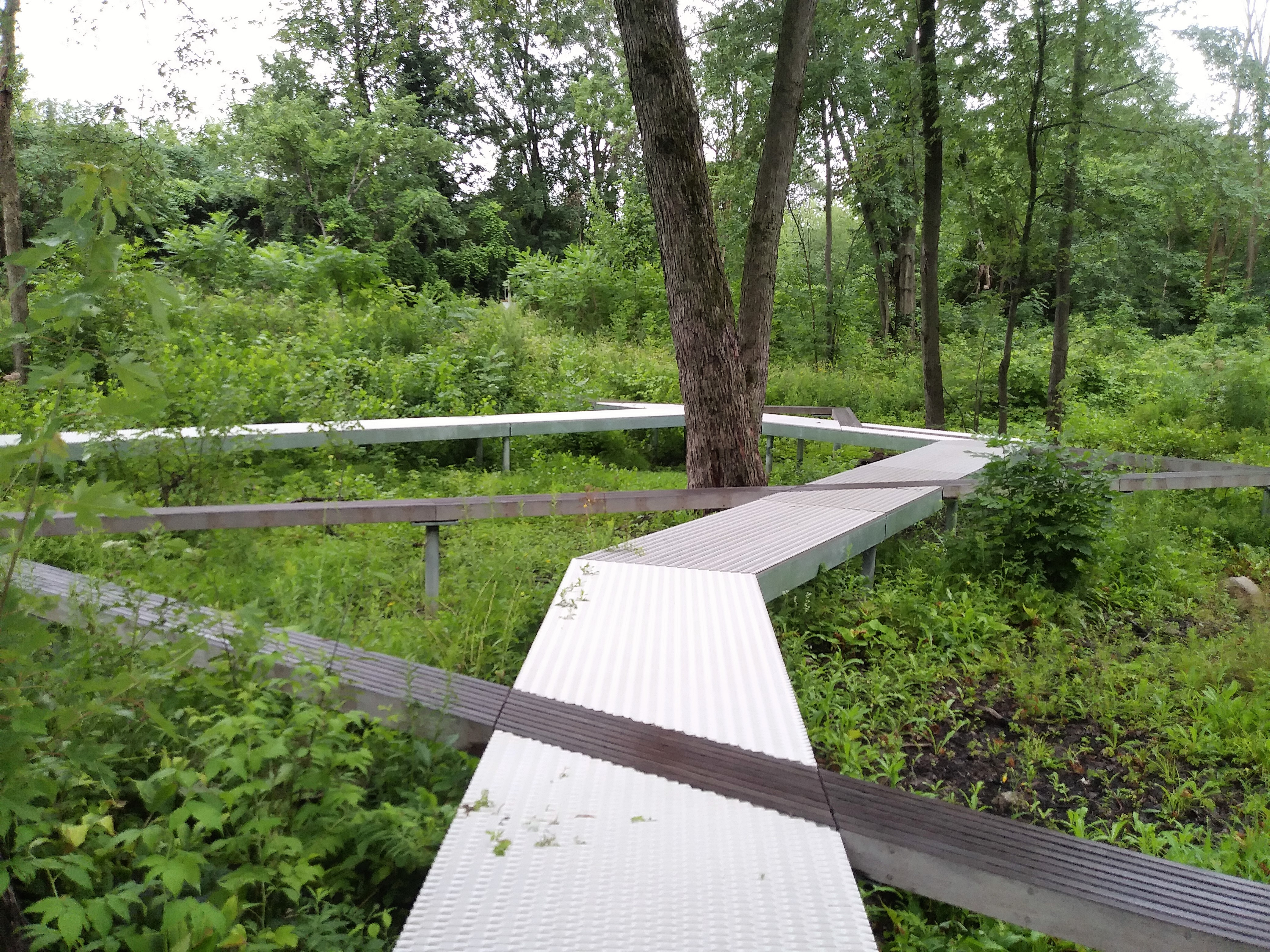
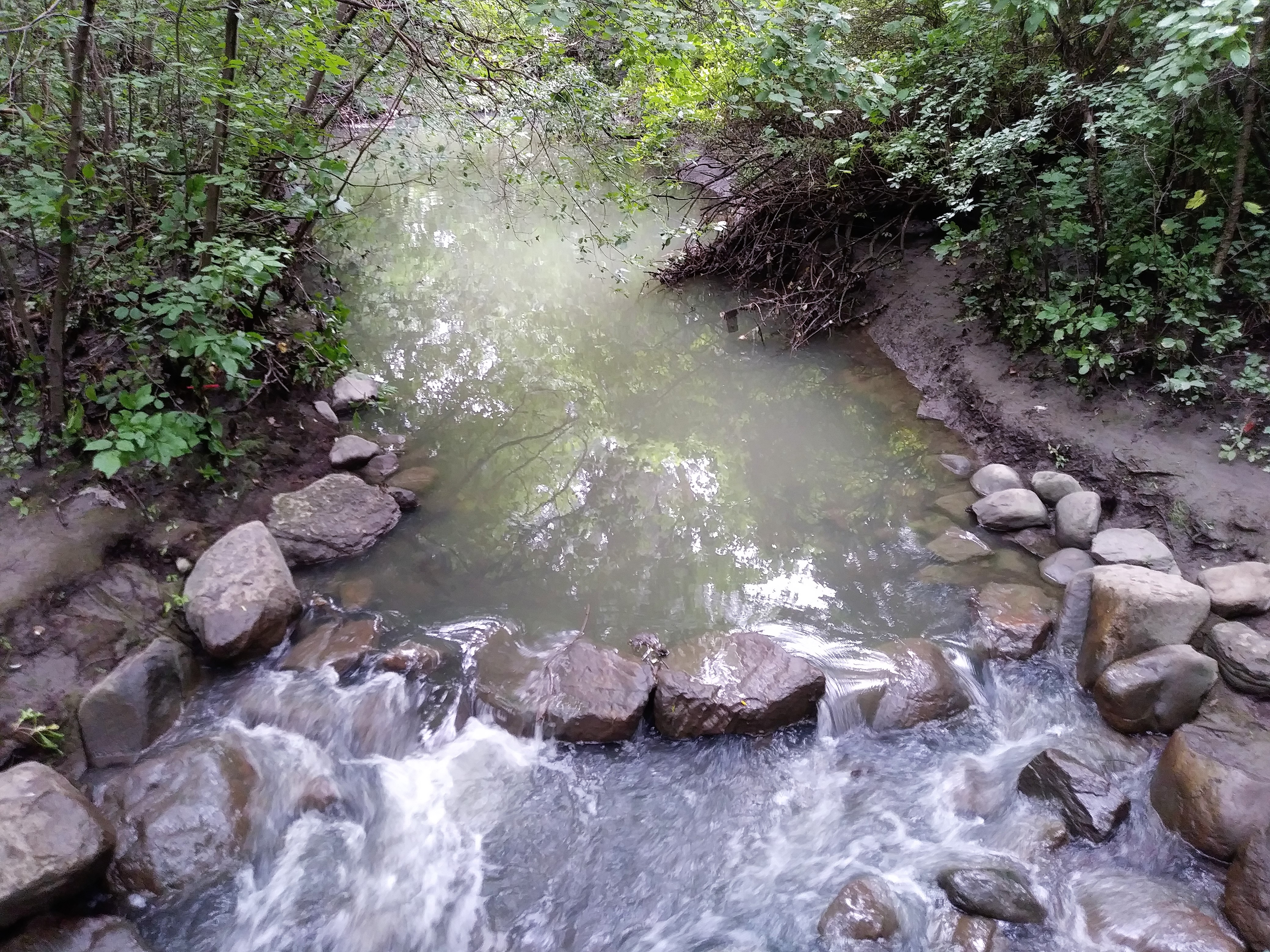
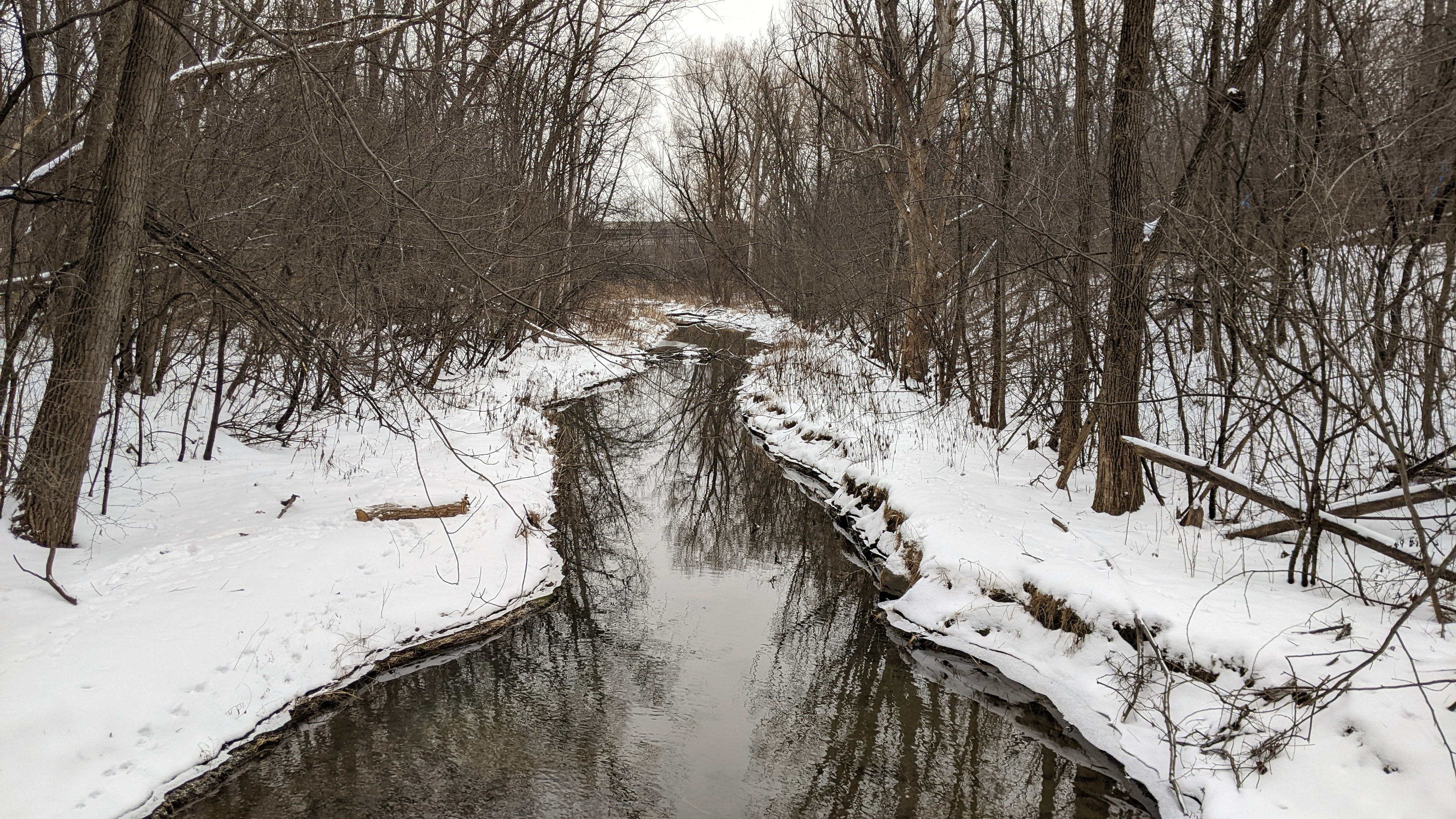